# West Mansfield
West Mansfield is een plaats (village) in de Amerikaanse staat Ohio, en valt bestuurlijk gezien onder Logan County.

## Demografie
Bij de volkstelling in 2000 werd het aantal inwoners vastgesteld op 700.
In 2006 is het aantal inwoners door het United States Census Bureau geschat op 685, een daling van 15 (-2.1%).

## Geografie
Volgens het United States Census Bureau beslaat de plaats een oppervlakte van
2,2 km², waarvan 2,1 km² land en 0,1 km² water. West Mansfield ligt op ongeveer 353 m boven zeeniveau.

## Plaatsen in de nabije omgeving
De onderstaande figuur toont nabijgelegen plaatsen in een straal van 16 km rond West Mansfield.